# JScript .NET
JScript .NET est une mise à niveau vers la plateforme .NET du langage JScript.

## Différences avec JScript
1. JScript .NET autorise la déclaration de variables et de fonctions typées (ex : var x : String; au lieu de var x;).
2. JScript .NET scripts n'est pas interprété, mais exécuté indépendamment.
3. JScript .NET peut être lancé dans un navigateur.
4. JScript .NET apporte les fonctionnalités de  la Base Class Library.